# Chelopistes meleagridis
Chelopistes meleagridis – pasożyt należący obecnie do Phthiraptera, według dawnej systematyki należał do wszołów. Jest pasożytem indyków i perliczek.
Samiec długości 3,2 - 3,9 mm, samica 3,0-3,6 mm. Bytują na całym ciele w piórach, z upodobaniem grzbietu i piersi. Występuje na terenie Europy, spotykany również w Ameryce Północnej.